# Arvils Ašeradens

Arvils Ašeradens (2018)

Arvils Ašeradens (* 30. Dezember 1962, damals Lettische SSR) ist ein lettischer Politiker der liberal-konservativen Partei Vienotība, deren Vorsitzender er seit 2017 ist. Zudem war er von 2016 bis 2019 Wirtschaftsminister und ist seit 2022 amtierender Finanzminister Lettlands.

## Leben
Arvils Ašeradens wurde 1962 geboren und besuchte von 1980 bis 1986 die Universität Lettlands. Dort erlangte er einen Masterabschluss im Fachbereich Geografie. 

### Politische Karriere
Arvils Ašeradens gehörte 2009 zu den Mitbegründern des Wahlbündnisses bzw. der 2011 gegründeten Partei Vienotība. Seit 2010 ist er, entweder direkt gewählt oder als Nachrücker, Abgeordneter im lettischen Parlament (Saeima). Im Kabinett Kučinskis übernahm er ab 2016 den Posten des Wirtschaftsministers.
Im Rahmen der Parlamentswahl in Lettland 2018 konnte er, seit 2017 Vorsitzender der Vienotība, wieder direkt einen Sitz in der Saeima erringen. Bei der Parlamentswahl 2022 konnte er dieses Mandat verteidigen, übernahm aber in Kariņš’ zweitem Kabinett den Posten des Finanzministers. Diesen übernahm er, ab September 2023, auch im Kabinett Siliņa.

### Privates
Arvils Ašeradens spricht neben seiner Muttersprache auch Englisch und Russisch.